# Charlestown (New Hampshire)
Charlestown is een plaats (census-designated place) in de Amerikaanse staat New Hampshire, en valt bestuurlijk gezien onder Sullivan County.

## Demografie
Bij de volkstelling in 2000 werd het aantal inwoners vastgesteld op 1145.

## Geografie
Volgens het United States Census Bureau beslaat de plaats een oppervlakte van
2,3 km², waarvan 2,2 km² land en 0,1 km² water.

## Plaatsen in de nabije omgeving
De onderstaande figuur toont nabijgelegen plaatsen in een straal van 20 km rond Charlestown.